# New York Thrash
New York Thrash è una compilation hardcore punk, pubblicata nel 1982 dalla ROIR. L'album è considerato una raccolta completa della scena New York hardcore dei primi anni ottanta ed include molti gruppi influenzati sia dall'hardcore che dall'heavy metal.
Inizialmente uscito con 22 tracce, a partire dal 1998 sono uscite nuove versioni del disco che includono due brani dal vivo degli Stimulators.

## Tracce
1. I Hate Music (The Mad) - 2:13
2. Getaway (Kraut) - 1:12
3. Shotgun (Heart Attack) - 1:39
4. Social Reason (The Undead) - 1:35
5. New Year's Eve (Adrenalin O.D.) - 1:26
6. Illusion Won Again (Even Worse) - 2:51
7. Cry Now (The Fiends) - 3:07
8. Here and Now (Nihilistics) - 1:43
9. Nightmare (The Undead) - 2:04
10. Taxidermist (False Prophets) - 4:33
11. Regulator (Bad Brains) - 1:10
12. Riot Fight (Beastie Boys) - 0:25
13. Love and Kisses (Nihilistics) - 2:07
14. Asian White (The Fiends) - 2:31
15. Last Chance (Kraut) - 1:31
16. Emptying the Madhouse (Even Worse) - 1:20
17. Paul's Not Home (Adrenalin O.D.) - 1:57
18. Scorched Earth (False Prophets) - 3:14
19. God Is Dead (Heart Attack) - 1:21
20. The Hell (The Mad) - 2:30
21. Big Takeover (Bad Brains) - 3:01
22. Beastie (Beastie Boys) - 0:58
Tracce presenti nelle versioni del 1998 e successive
23. M.A.C.H.I.N.E. [live] (Stimulators) - 1:57
24. Loud Fast Rules! [live] (Stimulators) - 3:42